# Guatteria grandiflora
Guatteria grandiflora este o specie de plante angiosperme din genul Guatteria, familia Annonaceae, descrisă de John Donnell Smith. Conform Catalogue of Life specia Guatteria grandiflora nu are subspecii cunoscute.